# Sleeping with Ghosts: B-Sides
Sleeping with Ghosts: B-Sides è una raccolta del gruppo musicale Placebo, pubblicata dalla Elevator Lady il 19 febbraio 2016.
Contiene B sides, versioni dal vivo e remix già precedentemente pubblicati nei singoli estratti dal loro quarto album Sleeping with Ghosts.

## Tracce
1. Jackie – 2:48 – originariamente di Sinéad O'Connor
2. Soulmates – 3:08
3. English Summer Rain (Freelance Hellraiser Mix)
4. Protège-moi – 3:15
5. Drink You Pretty – 3:53
6. The Bitter End (Junior Sanchez Mix) – 4:42
7. Daddy Cool – 3:22 – originariamente dei Boney M.
8. English Summer Rain (Ecstasy of St Theresa Remix) – 4:34
9. Where Is My Mind? (XFM Live Version) – 3:56 – originariamente dei Pixies
10. Plasticine (Lounge Version) – 4:07
11. Evalia – 4:21
12. This Picture (Acoustic Version/Live at RTL2 France) – 4:14
13. I'll Be Yours (Version 4 A.M.) – 4:09

## Formazione
Placebo
- Brian Molko – voce, chitarra, tastiera, percussioni
- Stefan Olsdal – basso, chitarra, tastiera, pianoforte, cori
- Steve Hewitt – batteria, percussioni

Altri musicisti
- Simon Breed – armonica a bocca in Protège-moi